# 西宁道
西宁道，清朝到中华民国初期设置的道。驻甘肃西宁。
1645年五月设抚治西宁道，驻西宁卫，《清史稿》称“兼治蒙、番（藏族）”，此说不确，按清代的蒙禁和分治政策，蒙番事务属旗缺，由同驻西宁的办事大臣专辖，而在雍正年间清廷平定罗卜藏丹津之前，青海大部仍由和硕特部管辖。1724年十月下辖西宁府。1748年，为分巡陕西抚治西宁道。按察使司副使衔。1767年，加兵备衔，改称抚治西宁兵备道。1779年，兼管驿务。
1913年4月置海东道。属甘肃省。1914年6月海东道改名西宁道，治所在西宁县（今青海西宁市）。属甘肃省。辖西宁、大通、碾伯、循化、贵德、巴戎、湟源等县。辖区约相当今青海省东北部门源、大通、湟源、贵德、贵南、同德等县以东，西倾山、大夏河以北地区（临夏、夏河两市县除外）。1926年废。

### 书目
- 《中国行政区划通史·清代卷》